# Brommekultur
Brommekulturen er benævnelsen for en blandet skov- og tundrajægerlivsform, der blev udøvet i det sydskandinaviske område i istidens afsluttende faser (ca. 11.400 f.Kr. – ca. 10.500 f.Kr.). Brommekulturen afløste Federmesserkulturen og afløstes af Ahrensburgkulturen.
Brommekulturen har navn efter fundstedet Bromme på Midtsjælland, oprindelig opdaget af Erik Westerby og siden undersøgt af Therkel Mathiassen.

## Indledende oversigt
| Periode             | Ældre Hamburgkultur       | Yngre Hamburgkultur       | Federmesserkultur         | Brommekultur                  | Ahrensburgkultur         |
| ------------------- | ------------------------- | ------------------------- | ------------------------- | ----------------------------- | ------------------------ |
| Tidsrum             | ca.12.800-ca.12.500 f.Kr. | ca.12.500-ca.12.000 f.Kr. | ca.12.000-ca.11.200 f.Kr. | ca.11.800-ca.10.500 f.Kr.     | ca.10.500-ca.9.000 f.Kr. |
| Klimaperiode        | Ældste Dryas, Bøllingtid  | Bøllingtid                | Ældre Dryas, Allerødtid   | Allerødtid                    | Yngre Dryas              |
| Plantevækst         | tundra                    | parktundra                | tundra                    | parktundra                    | tundra                   |
| Dyreliv (jagtvildt) | rensdyr                   | rensdyr                   | rensdyr                   | rensdyr, elg, irsk kæmpehjort | rensdyr                  |
| Typeredskab         | kærvspids                 | Havelte skafttunge        | rygspids, wehlen-skraber  | store skafttungepile          | zonhoven-pilespids       |
| Typelokalitet       | Meiendorf                 | Slotseng                  | Slotseng                  | Bromme                        | Sølbjerg                 |

### Klima og levevilkår
Omkring 11.800 f.Kr. startede en ny varmeperiode kaldet Allerødtiden. Sommertemperaturen steg til 13-14 °C. Hele det nordeuropæiske lavland udgjorde et sammenhængende fastlandsområde fra England i vest til den Baltiske issø (senere Østersøen) i øst; Bornholm var landfast mod syd. Store dele af tundraen blev nu gradvist tilvokset med en åben birkeskov, en parktundra. Foruden birk bestod skoven af røn, bævreasp, pil og stedvis fyr; den åbne skovbund gav gode voksemuligheder for urter og græsser, der kunne tjene til føde for dyrelivet.
Dyrelivet udgjordes først og fremmest af flokke af rensdyr, men tillige af elg og irsk kæmpehjort.

### Livsform
Brommekulturen afspejler det forhold, at Allerød varmetid trak ud. De oprindelige rensdyrjægere fra Federmesserkulturen blev nu i det sydskandinaviske område suppleret med – og med tiden erstattet af – Brommekulturen, der øjensynligt udmærkede sig ved at være mindre ensidigt afhængig af rensdyret. Brommekulturens udøvere levede i et miljø præget af hastig udvikling med forholdsvis hurtige forandringer. Intet fast sted i landet kunne sikre dem tilstrækkelig føde året rundt, og de måtte tilpasse deres levevis de nye, sæsonmæssige udsving i fødemængderne.
Brommekulturens udøvere var fortsat rensdyrjægere, omend især elg men tillige bæver, rådyr, ulv, svane samt irsk kæmpehjort også blev jaget. Det formodes, at brommekulturens udøvere fortsat opholdt sig på steder, der udgjorde vigtige passagesteder for rensdyrene på disses sæsonmæssige vandringer mod nord og syd. Levn fra brommejægerne er imidlertid fundet over det meste af det sydskandinaviske område fra Elben mod sydvest over Rügen mod sydøst til Skåne mod nordøst. Påfaldende er det, at Brommekulturens udøvere også har været virksomme uden for rensdyrenes gamle vandringsveje som disse kendes fra den forudgående Federmesserkulturs tid.

### Bopladser
Brommekulturens udøvere havde under indtryk af miljøet næppe faste bopladser, derimod sæsonbopladser. Der skelnes mellem faste sæsonbopladser (eller basisbopladser), der blev besøgt med jævne mellemrum, midlertidige jagtbopladser (eller slagtepladser) og værkstedspladser (eller huggepladser).
Omkring halvdelen af de kendte bopladser lå ved søer eller åer, herunder ved åernes udløb i søer, mens et omtrent lige så stort antal havde en anden beliggenhed.

### Råstofkilder: rensdyr og flint
De to altafgørende råstofkilder for brommekulturens udøvere var rensdyr og flint.
Rensdyret forsynede jægerne med kød og knoglemarv, desuden skind, sener, takker, knogler til redskaber, klæder, bindemiddel og liner.

### Redskaber
Brommekulturen karakteriseres ved et ændret jagtvåben i forhold til tidligere: de såkaldte skafttungepile. Sådanne findes i en forholdsvis kraftig type (Lyngby-type) – op til 14 cm lang, en kortere og spinklere type samt en kort type. Selv de korteste er forholdsvis store, mere end 5 cm lange (modsat den efterfølgende Ahrensburgkulturs skafttungepile). Det er muligt, at udviklingen fra større til mindre skafttungepile afspejler en forskydning fra anvendelse af kastespyd henimod anvendelse af bue og pil; denne udvikling må i givet fald ses i lyset af forandringer i valg af jagtvildt. Skafttungepile kendetegnes ved en symmetrisk skafttunge.
Brommekulturens skrabere er kendetegnede ved at være uden behugning langs sidekanterne.

### Jagtmåde
Det ser ud til, at den foretrukne jagtmåde var bue og pil. Skafttungepile giver jagtbyttet en bred sårkanal, så dyret dør af forblødning. For at dette jagtvåben skulle være mest effektivt, har jægerne måttet søge at komme nogenlunde tæt på byttet (en skudafstand på omkring 20 meter er det optimale), og sigtet efter hjerte- eller lunge-området, hvor dyret forblødte hurtigt. For at komme tæt ind på byttet har man formodentlig drevet drivjagt, det vil sige anbragt sig på steder, hvor dyrene måtte igennem en forholdsvis smal passage, for eksempel en dalsænkning, og dernæst enten afventet eller virksomt drevet dyrene frem mod dette sted.

## Fundsteder
- Bro, Fyn
- Bromme, Midtsjælland
- Hollendskjær, Vendsyssel
- Holmegårds mose, Sydsjælland
- Højgård, Sjælland
- Knudshoved Odde, Sydvestsjælland
- Langå, Jylland
- Løvenholm, Djursland
- Ommelshoved, Ærø
- Ramsgård, Nordjylland
- Segebro, Skåne
- Stoksbjerg, Sydvestsjælland
- Tranbjerg, Østjylland[10][11]
- Trollesgave, Sydsjælland
- Æskebjerg, Sydsjælland